# كلاوديو ميلي
كلاوديو ميلي (بالإسبانية: Claudio Mele)‏ هو لاعب كرة قدم أرجنتيني، ولد في 23 يناير 1968 في بوينس آيرس في الأرجنتين. لعب مع نادي ألميرانته براون.